# Нельсон С. Бонд

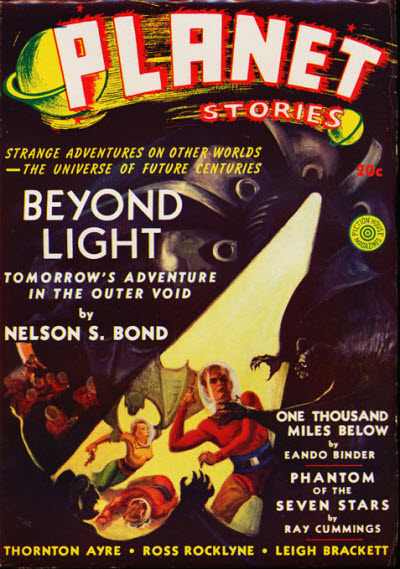
«За межами світла» Бонда була обкладинкою зимового випуску Планет Сторіз 1940 року.

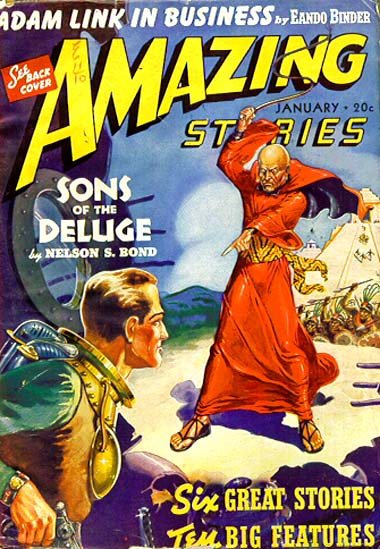
Перша частина «Синів потопу» Бонда була обкладинкою випуску Емейзін сторіз у січні 1940 року.

Нельсон Слейд Бонд (англ. Nelson S. Bond; 23 листопада 1908 — 4 листопада 2006) — американський письменник. Серед його творів книги, журнальні статті та сценарії, які використовувалися на радіо, телебаченні та на сцені.
У 1998 році отримав нагороду Nebula Author Emeritus за життєві досягнення, Бонд був піонером ранньої наукової фантастики та фентезі. Його опублікована художня проза — це в основному оповідання, більшість з яких публікувалися в публіцистичних журналах у 1930-х і 1940-х роках. Багато було опубліковано в журналі Блу бук. Він відомий серією оповідань «Ланселот Біггс» і оповіданнями «Жриця Меґ», які представили одну з перших сильних жіночих героїнь наукової фантастики.

## Раннє життя
Батьки Бонда, Річард Слейд Бонд і Мері Бонд, були з Нової Шотландії, але переїхали в Скрентон, штат Пенсільванія, незадовго до його народження в цьому місті. Після Першої світової війни родина переїхала до Філадельфії. У середній школі Бонд рецензував п'єси для The Philadelphia Inquirer. Під час Великої депресії, перш ніж вступити до коледжу, він працював у страховій компанії. З 1932 по 1934 рік він навчався в коледжі Маршалла в Гантінгтоні, Західна Вірджинія. Під час навчання в коледжі він працював у газеті Huntington Herald Advertiser і редагував газету коледжу The Parthenon. Зі своєю майбутньою дружиною Бетті Гоф Фолсом він познайомився під час навчання в коледжі, і вони одружилися в 1934 році.
Після закінчення навчання Бонд недовго працював в агентстві зі зв'язків з громадськістю свого батька. Незабаром після приєднання йому запропонували посаду директора відділу зв'язків з громадськістю провінції Нова Шотландія. Це передбачало зустрічі зі знаменитостями, які відвідували провінцію, і написання про них матеріалів, які публікувалися в різних періодичних виданнях.
Коли зрозумів, що може заробляти більше грошей, пишучи та надсилаючи твори в газети, пульп-журнали та більш престижні «витончені» часописи.
Нельсон почав із написання спортивних історій, але зробив свій перший значний продаж із «Лоббі містера Мергентверкера», яка була опублікована в журналі Scribner's Magazine у 1937 році. Його першим науково-фантастичним оповіданням було «Вниз по вимірах» у випуску Аналога за квітень 1937 року. Коли він став автором художньої літератури, то лише час від часу писав нон-фікшн. Бонд писав і продавав більше для журналу Блу бук, ніж для пульпи, яка була не тільки престижнішою, але й дорожчою для його роботи.
Він також публікував статті про філателію та був членом Ради керуючих/Ради директорів Британського Північноамериканського філателістичного товариства.

## Радіо і телебачення
Бонд писав для таких радіопрограм, як «Доктор Крістіан», «Гаряча копія» (1941–44) і «Шериф» (1944–51), продовження «Днів Долини Смерті». Бонд також написав сценарії для багатьох телевізійних програм-антологій, таких як Lux Video Theater, Studio One, General Motors Theatre і Tales of Tomorrow. «Лоббі містера Мергентверкера» адаптували для радіо близько шести разів, а також транслювали як радіосеріал 1938 року. Після того, як Бонд написав історію як телеспектакль, вона стала першою повнометражною п'єсою, представленою на мережевому телебаченні. Його транслювали тричі — на Broadway Previews (1946), The Philco Television Playhouse (1949) і Kraft Television Theatre (1953). Для Локуса Бонд описав свій досвід роботи на радіо та телебаченні:
Я почав писати для радіо після того, як вони почали екранізувати деякі мої оповідання. Я подумав: «Ну, в біса, я можу зробити краще, ніж це», і почав адаптувати їх сам. Через деякий час відкрилося кілька серій, і мене попросили стати сценаристом. Я написав за 52 тижні Гарячу копію і приблизно 26 тижнів комедійний вестерн Шериф. Потім з'явилося телебачення. Я щойно написав «Лоббі містера Мергентвіркера» як радіосеріал і адаптував його для телебачення. Це стала першою телевізійною виставою, яку коли-небудь транслювали в мережі. Мережа, однак, складалася з Бостона, Нью-Йорка та Вашингтона. (Це був 1946 рік) .Презентація була така складна, була студійна аудиторія, і для неї надрукували програму. На жаль, копії шоу не існує, тому що в них у ті часине було плівки. У них був лише кінескоп, мерехтливий чорно-білий фільм. Ймовірно, це була золота можливість у моєму житті, яку я викинув у вікно. Після вистави режисер сказав: «Це абсолютно нове середовище. Чому б тобі не піднятися сюди і не почати це разом з нами?» Вони не могли заплатити мені дуже багато, і я сказав: «Я зараз заробляю більше, ніж це на радіо», тому я відмовився… Але я написав близько 15 чи 20 телевізійних п'єс, деякі з них адаптації моїх власних речей, інші оригінальні. «Душевний стан» — це фентезі про людину, яка розлютилася на сучасну цивілізацію. Він сказав: «Я виходжу з Союзу». Так він і зробив. Я подумав, що це неймовірно гарна ідея! (Все ще мила п'єса, але її більше не випускають). Я адаптував свою другу історію «Лоббі містера Мергентвіркера» як телевізійну виставу, а потім була і третя.

## Інше письменство
Бонд працював у зв'язках з громадськістю до і після своєї письменницької кар'єри, відкривши власне агентство в 1959 році. Пізніше він став відомим продавцем антикварних книг. Наприкінці 1950-х років Бонд припинив писати. Після підтримки шанувальників і професіоналів, зокрема Гарлана Еллісона, він опублікував нову історію в 1995 році.
Бонд вів велике листування з Джеймсом Бренчем Кебеллом і після смерті Кебелла деякий час був його літературним виконавцем.
У 1998 році американські письменники наукової фантастики та фентезі зробили Бонда почесним автором. У 2002 році Бонд пожертвував свої особисті документи бібліотеці Університету Маршалла, яка створила копію його домашнього офісу. Бонд помер у Роаноку, штат Вірджинія.від ускладнень, викликаних проблемами з серцем, 4 листопада 2006 року.
У Нельсона і Бетті Бонд було двоє синів, Кіт і Лінн. Бетті Бонд мала власну кар'єру на телебаченні Вірджинії, беручи інтерв'ю у місцевих знаменитостей для свого шоу Бетті Бонд на WSLS-TV Roanoke.

### Романи
- Вигнанці у часі (Prime Press, 1949)
- Щоб світи жили (Wildside, 2003)

### Збірки оповідань
- Лоббі містера Мергентвіркера та інші фантастичні історії (Coward-McCann, 1946)
- Тридцять перше лютого (Gnome Press, 1949)
- Чудові подвиги Ланселота Біггса, космонавта (Doubleday, 1950)
- Немає часу, як майбутнє (Ейвон, 1954)
- Кошмари та мрії (Arkham House, 1968)
- Далекий край Нікуди (Arkham House, 2002)
- Інші світи, ніж наші (Arkham House, 2005)

### Публіцистика
- Поштові канцелярські товари Канади: довідковий каталог (Герман Герст, 1953)
- Джеймс Бренч Кебелл: Повний контрольний список (1974)

### Аудіо
- Johnny Presents: «Mr. Mergenthwirker's Lobblies» (February 11, 1941)
- Nelson Bond recites from memory fragments of poems by Thomas Bailey Aldrich, Rudyard Kipling and Sara Teasdale (July 2005)

Повний текст трьох віршів